# Interacciones proteína-proteína

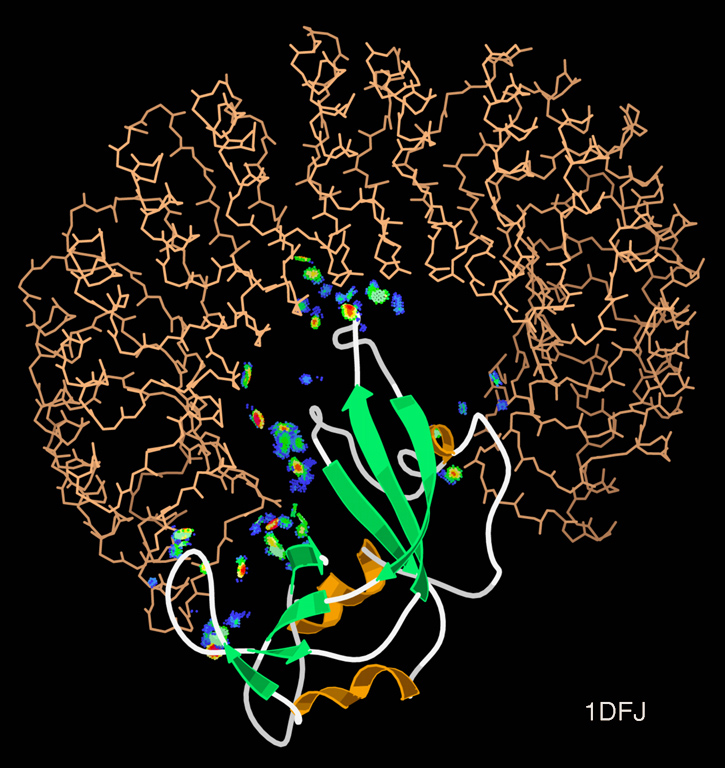
El inhibidor de la ribonucleasa en forma de herradura forma una interacción proteína-proteína con la proteína de la propia ribonucleasa. Los contactos de las dos proteínas se muestran como manchas coloreadas

Interacciones proteína-proteína se refiere a la asociación de proteínas y el estudio de esas asociaciones desde las perspectivas de la bioquímica, transducción de señales y redes de interacción de proteínas.
Las interacciones entre proteínas son importantes en muchos procesos biológicos. Por ejemplo, las interacciones proteína-proteína de las moléculas de señalización median el paso al interior de la célula señales procedentes del exterior. Este proceso, llamado «Transducción de señales», juega un papel fundamental en muchos procesos biológicos y enfermedades (p. ej. el cáncer). Las proteínas pueden interactuar durante mucho tiempo para formar parte de un complejo proteínico; o pueden transportar a otra proteína (por ejemplo, desde el citoplasma al núcleo o viceversa en el caso de las importinas de los poros nucleares), o pueden interactuar brevemente con otra proteína para modificarla (por ejemplo, una proteína kinasa puede fosforilar a una proteína objetivo). Esta modificación de proteínas puede cambiar por sí misma la interacción proteica. Por ejemplo, algunas proteínas con dominios SH2 solo se unen a proteínas cuando están fosforiladas en el aminoácido tirosina. En definitiva, las interacciones proteína-proteína tienen una importancia capital en prácticamente todos los procesos en una célula viva. La información acerca de esas interacciones mejora nuestro conocimiento sobre las enfermedades y puede proporcionar las bases para nuevos enfoques de los tratamientos terapéuticos. 
Entender la forma en la que interactúan las proteínas y enzimas es un área muy importante a investigar en la bioquímica y en la biología celular. Con base en esto nuevas áreas de investigación especializada en el tema han surgido, el estudio del interactoma viene a responder las preguntas que se plantean científicos tras estudiar genomas y proteomas. En otras palabras, el genoma nos indica las posibles proteínas que puede sintetizar un organismo en particular, el proteoma determina las proteínas que son expresadas en un momento concreto bajo condiciones establecidas y el interactoma como interactúan las proteínas para otorgar funcionalidad y sincronización de los múltiples procesos de la célula estudiada.

## Naturaleza de las interacciones
Al igual que en el plegamiento de las proteínas las fuerzas que dominan entre las subunidades de todo complejo proteico son las interacciones hidrofóbicas, Fuerzas de van der Waals, puentes de hidrógeno y fuerzas iónicas entre las cadenas laterales de los aminoácidos que conforman cada proteína.

## Métodos para investigar las interacciones proteína-proteína
Debido a que las interacciones proteícas son tan importantes, existe una multitud de métodos para detectarlas. Cada uno de los enfoques tiene sus propios pros y contras, especialmente en cuanto a la sensibilidad y especificidad del método. Una gran sensibilidad significa que muchas de las interacciones que ocurren en realidad son detectadas por el método, mientras que una gran especificidad indica que la mayoría de las interacciones detectadas ocurren realmente (pocos falsos-positivos).
Algunos métodos son:
- Coinmunoprecipitación: es considerado el mejor ensayo para detectar las interacciones proteína-proteína, especialmente cuando se realiza con proteínas endógenas (ni sobreexpresadas ni marcadas). La proteína de interés se aísla con un anticuerpo específico. Las moléculas que interaccionan con la proteína se identifican posteriormente mediante un Western blot.

- Ensayo de doble híbrido en levadura: investiga la interacción entre proteínas de fusión artificiales en el interior del núcleo de una levadura. Este método puede identificar moléculas que se unen a una proteína dada de forma inequívoca. No obstante, este método tiene una considerable tasa de falsos-positivos, lo que hace necesario verificar las interacciones identificadas mediante un ensayo de coinmunoprecipitación.

- Tandem affinity purification (TAP): detecta interacciones en el ambiente celular real (ej. en el citosol de una célula de mamífero)(Rigaut et al., 1999). Esto supone una gran ventaja comparado con el ensayo de doble híbrido. Una desventaja importante es que la purificación de proteínas se realiza mediante dos lavados, de forma que no puede detectar interacciones proteína-proteína transitorias.

- Inmunoprecipitación cuantitativa combinada con knok-out (QUICK - Quantitative Inmunoprecipitation Combined with Knock-out): se basa en la coinmunoprecipitación, la espectrometría de masa cuantitativa (SILAC) y la interferencia de ARN (RNA interference - RNAi). Este método detecta interacción entre proteínas endógenas sin marcar (Selbach and Mann, 2006), de modo que tiene la misma fiabilidad que la coinmunoprecipitación, aunque depende también de la disponibilidad de anticuerpos adecuados.

- Dual Polarisation Interferometry (DPI): puede usarse para medir interacciones proteína-proteína. DPI proporciona medidas de tamaño molecular, densidad y masa, en tiempo real y con alta resolución.

- Geles Nativos Blue Native (BN-PAGE): esta metodología se basa en la migración de los complejos proteicos en geles de poliacrilamida según su peso molecular. Dado que la migración también está definida por la carga, se utiliza como buffer catódico una solución que contiene azul de coomassie, el cual otorga carga negativa neta a las proteínas sin desnaturar ni romper sus interacciones con otras proteínas. Una segunda dimensión desnaturante en geles SDS-PAGE permite separar las manchas (spots) e identificar posteriormente la identidad de las subunidades componentes del complejo mediante espectrometría de masas.

## Bases de Datos de interacciones entre proteínas
- BioGRID es un catálogo público sobre interacciones entre proteínas y genéticas.[3]
- HPRD Human Protein Reference Database base de datos con información sobre proteínas humanas.
- The MIPS Mammalian Protein-Protein Interaction Database Archivado el 18 de marzo de 2017 en Wayback Machine.
- IntAct Interaction Database es un catálogo público con información sobre interacción molecular
- APID Agile Protein Interactomes DataServer[4] es una herramienta informática interactiva que permite explorar y analizar la información actual, sobre interacciones entre proteínas, en una plataforma única y comparativa.
- Database of Interacting Proteins, un catálogo manual y automático de interacciones, entre proteínas, determinadas experimentalmente.

Protocolo de ensayo de desplazamiento de movilidad electroforética

## Redes de interacción proteína-proteína
La creación de herramientas visuales para representar las redes de interacciones entre proteínas es una aplicación popular de la informática gráfica. A pesar de que los diagramas de interacción proteícos son habituales en los libros de textos , los diagramas que representan por completo la red de interacción entre proteínas no son tan comunes debido a su complejidad. El mapa del control del ciclo celular de Kurt Kohn (1999) es un ejemplo de una red de interacción molecular hecha a mano Mol Biol Cell. 1999. Sobre el mapa de Kohn, Schwikowski, Uetz, and Fields (2000) publicaron un artículo sobre las interacciones proteína-proteína en levadura, combinando 1548 proteínas determinadas mediante Two hybrid, usando un force-directed (Sugiyama) graph drawing algorithm para generar de forma automática una imagen de la red. Nature 2000. Desde entonces, se han desarrollado otros sistemas para automatizar la creación de redes de interacción entre proteínas, incluyendo:
- Osprey
- VisANT
- NAViGaTOR
- Cytoscape es una herramienta informática de código abierto para crear gráficos sobre interacciones moleculares e integrarlas con perfiles de expresión de genes y otros datos
- yEd es un potente editor gráfico. Se puede utilizar para construir gráficos y aplicar automáticamente diseños para varios tipos de diagramas y redes.
- NetPro

Interacciones proteína-proteína
Muchas de las bases de datos, sobre interacciones entre proteínas mostradas arriba, contienen herramientas de visualización para ayudar al usuario a manejar los datos.